# Jaborá
Jaborá es un municipio brasileño del estado de Santa Catarina. Tiene una población estimada al 2022 de 4 310 habitantes. Pertenece a la Región metropolitana de Contestado.

## Toponimia
Jaborá viene del tupí-guaraní, y significa "el que hace".

## Historia
Se originó en 1919 con la llegada de los primeros colonizadores, familias de origen italiano que emigraron desde Río Grande del Sur. Con el nombre de "Romere", luego cambió a "São Roque".
Se creó la iglesia matriz São Roque en 1925 por miembros franciscanos. Sin embargo, una de las torres de la iglesia permaneció inconclusa hasta finales de los años 1980, cuando se completó gracias a la comunidad.
Elevada a distrito en 1943, se emancipó como municipio en 1963.